# Soviet
Un soviet o sòviet (en rus, сове́т, pronunciat [sɐˈvʲɛt]; en català significa 'consell') és una assemblea. El nom es va utilitzar per diferents organitzacions polítiques russes. Per exemple, el Consell de Ministres del Tsar, anomenat el 'Soviet de Ministres'; o el Consell Local de Treballadors a les darreries de la Rússia Imperial; o el Soviet Suprem, el parlament bicameral de la Unió Soviètica. En aquest darrer sentit, els primers soviets van ser creats per Lev Trotski durant la Revolució russa de 1905. Originalment el terme feia referència a les assemblees d'obrers, soldats i pagesos que van ser fonamentals pel triomf de la Revolució d'Octubre de 1917, i de la formació de la República Socialista Federativa Soviètica de Rússia primer i de la Unió de Repúbliques Socialistes Soviètiques el 1922. La Constitució soviètica de 1918, amb els bolxevics al poder, va organitzar l'administració política de l'Estat en un sistema jeràrquic de consells d'obrers, pagesos i soldats.
Amb el triomf dels revolucionaris, els soviets van passar a ser òrgans de govern. Segons el principi del centralisme democràtic leninista va ser formada per consells successius fins a arribar a la màxima autoritat el Soviet Suprem. En un nivell intermedi, entre els governs locals i el poder federal, la Unió de Repúbliques Socialistes Soviètiques va tenir el seu propi Soviet Suprem.
L'antiga Unió Soviètica tingué un sistema polític parlamentari on el cap d'Estat, el president del Presídium del Soviet Suprem, era elegit pel poder legislatiu. El poder executiu l'exercia el Consell de Ministres (Soviet de Ministres).

## Història
Durant la guerra russo-japonesa iniciada el 1904 per motius territorials, les derrotes de Rússia davant del Japó i el malestar social causat per la falta d'abastiment i les condicions de vida van provocar una Revolució en 1905 per reclamar al Tsar millores. Mentre les demandes de l'oposició liberal-burgesa i moderada es van centrar en l'obertura d'un parlament i una constitució per abandonar el règim autocràtic i autoritari del tsarisme, les faccions més radicals van apostar per la caiguda del Tsar i van iniciar la tasca de crear assemblees populars formades per membres de les classes treballadores.
La primera aparició dels sòviets, com assemblea revolucionària, va tenir lloc en l'esclat revolucionari de 1905. Van ser il·legalitzats i dissoltes, però van tornar a organitzar-se en ciutats com Sant Petersburg o Moscou, i en regions i centres industrials.
Durant la Primera Guerra Mundial,les pèssimes condicions bèl·liques, la desfeta de l'exèrcit i la ineficàcia del Tsar, van permetre a l'oposició protagonitzar la Revolució de Febrer de 1917, on l'oposició burgesa i l'ala més moderada dels socialistes van formar govern. En aquest context, els sòviets va reaparèixer en les grans ciutats. En el seu inici són dominats pels socialistes moderats, com els menxevics o els social-revolucionaris que van donar suport al govern amb l'oposició dels bolxevics, l'ala més radical del socialisme a Rússia.
Com el nou govern burgès va mantenir Rússia a la Gran Guerra i, a més, va ser incapaç de reestructurar l'economia deficitària i les xarxes d'abastiment va continuar el malestar social. Entre els mesos de febrer i setembre del calendari julià (l'emprat a les nostres terres és el calendari gregorià), van succeir-se diversos intents de cop d'estat, protagonitzats pels extrems reaccionaris i pels revolucionaris. Aquests darrers sempre es van discutir en els sòviets.
Finalment, l'octubre de 1917 del calendari julià, els bolxevics assoliren el poder dels sòviets. Aquest havia deixat de recaure en mans dels socialistes moderats. Finalitzada la Guerra Civil Russa, l'enfrontament entre els reaccionaris (russos blancs) i els revolucionaris (russos rojos), el poder dels sòviets va ser inqüestionable.